# Piège Olipe

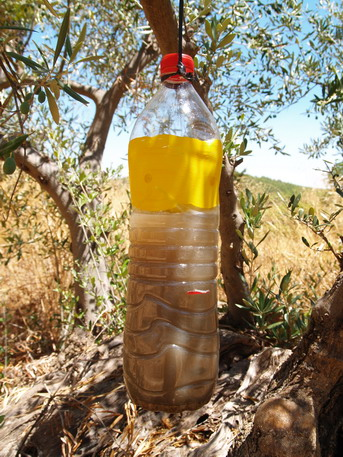
Piège Olipe amorcée avec du phosphate de diammonium et avec une bande jaune.

Le piège Olipe est un dispositif inventé en Espagne pour piéger la mouche de l'olive, au moyen d'un système dit de piégeage massif. Il vise essentiellement la mouche de l'olive, bien qu'il soit possible de l'utiliser pour piéger d'autres diptères, lesquels peuvent devenir des plaies des cultures.
Le nom Olipe vient de ce que ce piège fut imaginé et réalisé dans la Cooperativa « Oli » varera de los « Pe » droches de la province de Cordoue (Espagne).

## Fabrication
Ce piège est une « fabrication maison », mais il a montré des preuves de son efficacité. On utilise une bouteille normalement utilisée pour contenir des eaux minérales ou des boissons rafraichissantes en PET. On utilise des bouteilles de 1,5 à 2 litres, de préférence en plastique sans reflets bleus. On perce quatre à huit trous de 0,4 à 0,5 cm de diamètre avec une tige chauffée, trous situés aux 3/4 de la hauteur approximativement, en partant du bas.

## Attractifs

### Attractifs alimentaires
On remplit la bouteille d'un attractif alimentaire pour inciter les mouches à entrer dans les bouteilles. Cet attractif est une solution dans de l'eau de phosphate diammonique à la concentration de 3 à 5 % (40 g/L).
Une amélioration du pouvoir attractif de l'appât consiste à mettre un demi-morceau de sucre. Il est possible de réaliser une solution attractive avec une dilution de levure de bière.

### Attractifs chromatiques
On utilise les propriétés attractives des objets de couleur jaune en peignant une bande de cette couleur sur la partie supérieure de la bouteille.
Une variante possible est l'ajout d'un colorant alimentaire jaune intense dans la solution attractive qui doit être parfaitement clarifiée (difficile à obtenir avec le phosphate engrais brunâtre qui doit être écumé et décanté).

### Attractif hormonal
Il est possible de coller une capsule de phéromone, à l'extérieur de la bouteille, entre deux trous, sous la bande jaune.

## Suspension dans les arbres
Les pièges ainsi amorcés sont placés dans la frondaison de l'olivier, en évitant un ensoleillement direct. Les mouches, à la recherche de la source odorante ammoniaquée pénètrent par les orifices latéraux de la bouteille, volent à l'intérieur et tombent dans le liquide où elles se noient.

## Autres utilisations
Un usage semblable se fait pour le contrôle de la mouche des fruits.

## Sources
- (es) Cet article est partiellement ou en totalité issu de l’article de Wikipédia en espagnol intitulé « Trampa Olipe » (voir la liste des auteurs).